# Lagerstätte

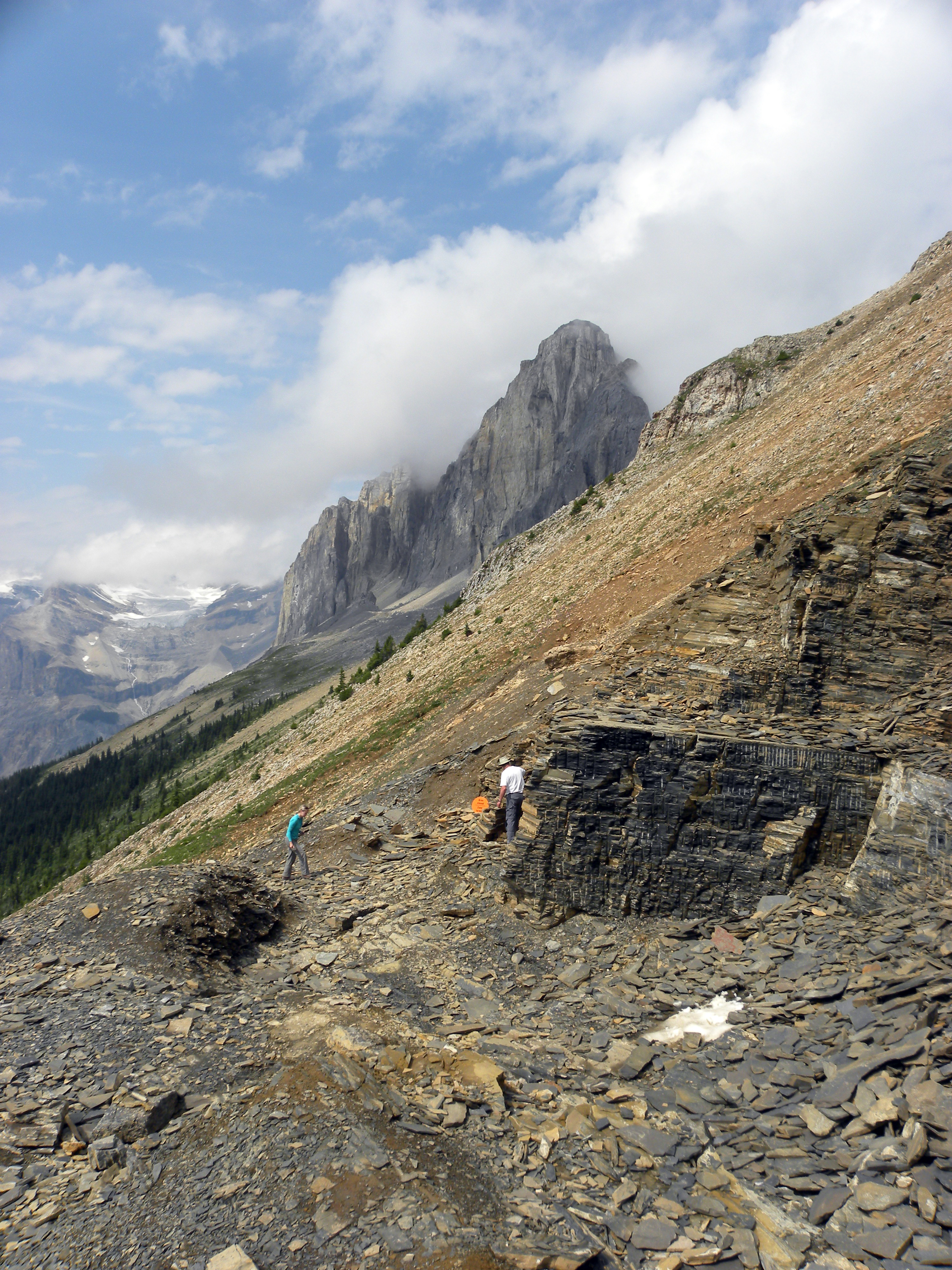
Lutitas de Burgess, un lagerstätte de conservación.

Lagerstätte (en alemán: «yacimiento») es un término que la jerga técnica conserva en la lengua original, para denominar un tipo particular de yacimiento, el  Fossillagerstätte o también Fossil-Lagerstätte (en alemán, «yacimiento de fósiles»; en plural Fossillagerstätten). Se usa para designar aquellos yacimientos paleontológicos con una gran riqueza de fósiles —léase información paleobiológica—, bien por su abundancia, o bien por su estado de conservación. Los depósitos de fósiles se encuentran siempre en sedimentos o rocas sedimentarias. El término fue acuñado por el paleontólogo alemán Adolf Seilacher en 1970, incluyendo los dos tipos, de concentración y de conservación.

## Tipos

### Yacimientos de concentración
Se denominan yacimientos de concentración (Konzentratlagerstätte) cuando hay gran densidad de restos de partes duras de origen biológico, como depósitos de conchas de moluscos o de huesos de vertebrados. El período temporal en el que los fósiles se han acumulado es, por lo general, dilatado. Depósitos de gran concentración de restos pero que representan toda una comunidad de alta densidad de población, como arrecifes o lechos de ostras, no son considerados lagerstätten.

### Yacimientos de conservación
Se denominan yacimientos de conservación (Konservatlagerstätte) a aquellos yacimientos en los que los restos de organismos han fosilizado y se han preservado de manera excepcional, incluyendo impresiones en la roca de las partes blandas que usualmente no fosilizan. Esta fosilización extraordinaria ocurre por haberse dado una predación o descomposición incompleta de los restos biológicos, por ejemplo por un entorno anóxico. Estos yacimientos son muy importantes para aportar información sobre algunos momentos de la historia, como ocurre con el lagerstätte de Burgess Shale en Canadá, en lo referente a la explosión cámbrica, o el de las calizas litográficas de Solnhofen, del Jurásico alemán.
Este tipo de yacimientos, con evidencias de partes blandas, son más frecuentes en rocas del Cámbrico y del Jurásico. En el caso del Cámbrico debido a la todavía poca diversidad y profundidad de actuación de organismos bioturbadores durante aquel periodo, pero que se desarrollarán durante el resto del Fanerozoico, limitando este tipo de conservación en tiempos posteriores. El caso del Jurásico fue debido probablemente a la mayor frecuencia de episodios pobres en oxígeno, que favorecen la conservación de restos orgánicos.